# Store Heddinge Station
Store Heddinge Station er en dansk jernbanestation i Store Heddinge.

## Stationsbygning
Stationsbygningen er opført i 1879 efter tegninger af arkitekt Heinrich Wenck, der også har tegnet de øvrige stationsbygninger på Østbanen. Wenck blev senere ansat ved DSB og står derfor bag en række stationsbygninger i hele landet.
Frem til 2003 husede stationsbygningens posthus.